# جائزة الخوارزمي الدولية
جائزة الخوارزمي الدولية هي جائزة بحثية يقدمها رئيس إيران سنويًا. يتم اختيار الفائزين، وهم 10 من كبار الباحثين و10 باحثين شباب، من قبل منظمة الأبحاث الإيرانية للعلوم والتكنولوجيا (IROST). يكرم «الأفراد الذين حققوا إنجازات بارزة في البحث والابتكار والاختراع، في المجالات المتعلقة بالعلوم والتكنولوجيا». تُمنح الجائزة لأبرز العلماء والمهندسين، مع التركيز مؤخرًا على التقنيات الرقمية والميكانيكية، وتعتبر بشكل عام الجائزة العلمية الأكثر شهرة في إيران. المشاركة مفتوحة للباحثين غير الإيرانيين.

## التاريخ
في عام 1987، قررت منظمة البحث الإيرانية للعلوم والتكنولوجيا، التابعة لوزارة العلوم والبحوث والتكنولوجيا الإيرانية، إنشاء جائزة تعترف بالإنجازات الإيرانية البارزة في مجال العلوم والتكنولوجيا. اقترحت منظمة البحث الإيرانية للعلوم والتكنولوجيا إنشاء جائزة الخوارزمي تخليداً لذكرى أبو جعفر محمد بن موسى الخوارزمي، عالم الرياضيات والفلك الإيراني العظيم (770-840 م). لكن الدورة الأولى التي عقدت في عام 1987 كانت مخصصة فقط للمواطنين الإيرانيين، لكنها أصبحت جائزة دولية منذ الدورة الخامسة.
بعد حفل توزيع الجوائز الأول، تقرر رسميًا منح الجائزة سنويًا في فبراير. سيتم التوقيع على شهادة الجائزة رسميًا وتقديمها من قبل رئيس جمهورية إيران الإسلامية. وفي الجلسة الثالثة أضيفت مجالات العلوم الطبية والعلوم الأساسية إلى مجالات المشاركة الهندسية والفنية. خلال هذه الدورة نفسها، تدخلت المنظمة العالمية للملكية الفكرية (الويبو) وقدمت رعايتها الأولى. وقدمت الويبو ميدالية ذهبية وشهادة لأول فائز عن فئة الابتكار. في الأصل، أقيمت مسابقة جائزة الخوارزمي الأولى على المستوى الوطني. بعد العام الخامس، فتحت المسابقة أبوابها لدول المنطقة. في ذلك العام، إلى جانب الفائزين الوطنيين التسعة عشر، حصل اثنان من الفائزين الأجانب المرموقين على جائزة الخوارزمي التي أنتجت لاحقًا القسم الأجنبي. كانت الدورة الخامسة مهمة أيضًا بسبب إضافة مجال العلوم الإنسانية. أصبحت جائزة الخوارزمي حافزًا قويًا للتميز للباحثين الإيرانيين في العديد من مجالات العلوم المختلفة.
عقدت الجلسة السادسة بمشاركة أعمال بحثية وطنية وإقليمية من 10 دول، وتم اختيار 18 عمل بحثي وطني و 3 أعمال بحثية أجنبية. في عام 1994، خطت الدورة السابعة جائزة الخوارزمي خطوة مهمة أخرى بمشاركة دول جديدة من إفريقيا وآسيا. لمزيد من الدقة في عملية التقييم، تم تصنيف الأعمال البحثية في فئات مختلفة جديدة، وأعمال بحثية تطبيقية وأعمال بحثية أساسية، ولكل فئة معايير التقييم الخاصة بها. تم توسيع المسابقة لجذب المزيد من مجالات البحث وتم إنشاء ثماني لجان علمية متميزة: الميكانيكا، الصناعة الكيميائية، الإلكترونيات الكهربائية والحاسوب، الهندسة المدنية، الزراعة، العلوم الأساسية، العلوم الطبية والعلوم الإنسانية. بصرف النظر عن ذلك، وسَّعت جائزة الخوارزمي في دورتها السابعة مجال مشاركتها وأصبحت مسابقة دولية، حيث تمت دعوة جميع الدول من جميع أنحاء العالم للمشاركة وتم تغيير اسمها إلى جائزة الخوارزمي الدولية. من الدورة العاشرة لكيا، قامت منظمات دولية مثل الويبو، واليونسكو، الاتحاد الدولي للمخترعين منظمة العالم الإسلامي للتربية والعلوم والثقافة برعاية الجائزة.
بدأت الجلسة الحادية عشرة بإطلاق دعوة جديدة للمشاركة للباحثين الإيرانيين المقيمين بالخارج. هؤلاء الباحثون هم فخر البلد لأنهم يساهمون في بناء القدرات العلمية والتكنولوجية لبلدهم وهذا، من نواح كثيرة. دخلت هذه المجموعة الهائلة من العلماء ذوي المهارات العالية في المنافسة وكان معظمهم من العلماء البارزين. وتسلم الجائزة في الجلسة ذاتها باحثان إيرانيان مقيمان بالخارج. استقبل مؤتمر الجائزة الحادي والعشرون الذي أقيم في عام 2008 192 مشروعًا من 54 دولة.

## جائزة الخوارزمي للشاب
جائزة الخوارزمي للشباب هي نسخة وطنية من جائزة الخوارزمي الدولية والتي لا يمكن إلا للإيرانيين الذين تقل أعمارهم عن 35 عامًا المشاركة فيها. بدأت هذه الجائزة منذ 1999. في الدورة الثانية عشرة لجائزة الخوارزمي الدوليّة، المتقدمون الذين تقل أعمارهم عن 30 عامًا، وطلاب الماجستير والدكتوراه. الدرجات العلمية، تمت دعوة المخترعين والمبتكرين الشباب لتقديم ترشيحاتهم لجائزة جديدة، مع معايير محددة. تم إنشاء جائزة وطنية جديدة تكافئ العلماء الواعدين، جائزة شباب الخوارزمي. ونتيجة لذلك، في الدورة الثالثة عشرة للمؤسسة، تم إطلاق جائزة الخوارزمي للشاب بشكل مستقل لتكريم العلماء الشباب وتشجيعهم على الاستمرار في اتخاذ خطوات أكبر في مسيرتهم البحثية. حتى الآن (2017) تم عقد 19 جلسة من جائزة الخوارزمي للشاب بنجاح. حتى الآن، تم تقديم العديد من العلماء الإيرانيين الشباب الذين قدموا مساهمات ممتازة في تقدم العلوم إلى المجتمع العلمي.